# N. a pris les dés...
N. a pris les dés... è un film del 1971 diretto da Alain Robbe-Grillet.

## Produzione
Alain Robbe-Grillet aveva firmato per produrre due differenti film utilizzando lo stesso girato, con un differente montaggio, ma con le scene ordinate in modo differente così da costruire due storie completamente diverse. Il primo film prodotto fu così Oltre l'Eden (L'éden et après), mentre il secondo fu N. a pris les dés....
N. a pris les dés... è infatti l'anagramma del titolo originale del primo film, L'éden et après, ma racconta la storia dal punto di vista del protagonista maschile, che diviene la voce narrante fuori campo, anziché della protagonista femminile, Violette (Catherine Jourdan).